# Alexander af Nederlandene (1851-1884)
Alexander af Nederlandene (25. august 1851 i Haag–21. juni 1884 samme sted) var Hollands kronprins og Luxembourgs arveprins i 1879–1884.
Han var det yngste barn af dronning Sophie (1818–1877) og kong Vilhelm 3. af Nederlandene (1817–1890).
Alexander blev kronprins, da hans ugifte ældre bror Vilhelm af Nederlandene (1840–1879) døde.
Alexander døde af tyfus, da han var 32 år gammel. Han var ugift. Derfor blev hans halvsøster Vilhelmine af Nederlandene (1880–1962) tronfølger i Holland, mens en fjern slægtning Adolf, tidligere hertug af Nassau (1817–1905) blev tronfølger i Luxembourg. 
Pladsen som kronprins i Holland stod tom indtil 1980, da den nuværende konge Willem-Alexander af Nederlandene (født 1967) arvede posten. 